# Tengby direkt
Tengby direkt var ett radioprogram som sändes i hela Sverige på måndagar i Sveriges Radio P4. Programledare var Tomas Tengby och programmet sändes under perioden 15 januari 2004–28 september 2007.  I programmet intervjuades inbjudna gäster av olika slag. Ibland besöktes även programmet av det mystiska trollet Urban som hade med sig olika slags presenter.

### Fotnoter
1. ↑  ”Svensk mediedatabas”. http://smdb.kb.se/catalog/search?q=%22Tengby+direkt%22+typ%3Aradio&sort=OLDEST. Läst 16 april 2011.